# Liturgia de las horas

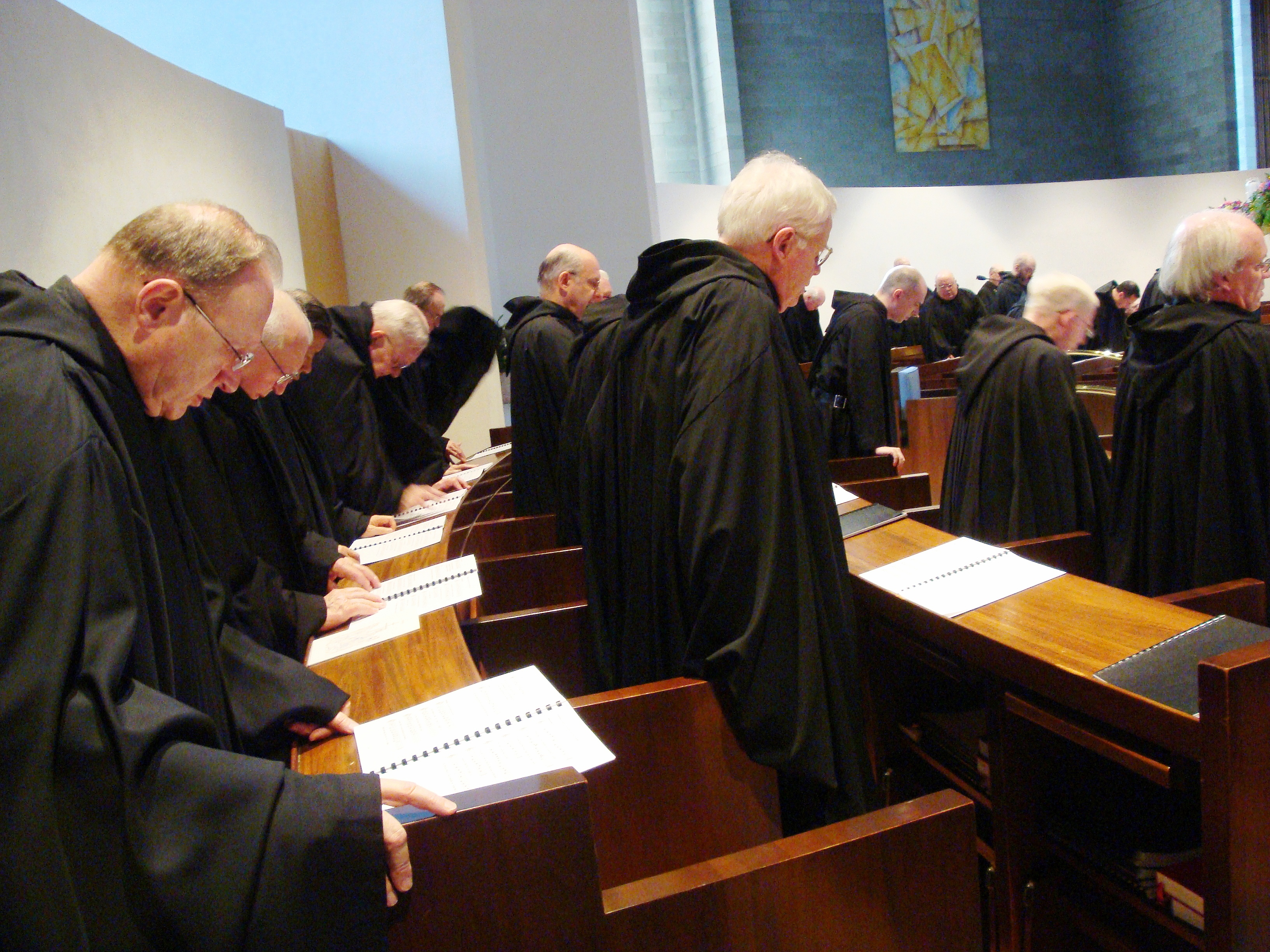
Monjes benedictinos cantando las Vísperas del Sábado Santo.

La liturgia de las horas, también llamada oficio divino o breviario, es el conjunto de oraciones oficiales de la Iglesia católica, ortodoxa y anglicana fuera de la misa, articuladas en torno a las horas canónicas. 
Como el resto de la liturgia, su forma varía dependiendo del rito. Esta oración está encomendada con mandato específico fundamentalmente a sacerdotes y religiosos de todo tipo. Son observadas con especial atención y cuidado por las comunidades monásticas. Sin embargo, al ser la oración oficial de la Iglesia, es una oración propia de todo bautizado, también de los laicos.

## Historia
Jesucristo mandó a sus discípulos «orar siempre» (Lc 18,1) y los primeros cristianos tuvieron la costumbre de rezar el Padre Nuestro 3 veces al día (Didaché VIII,3), Clemente de Alejandría (+215) atestigua ya un oficio formulado con tiempos precisos (Stromata 7,7) pero no fue sino hasta que cesó la persecución (siglos IV y V d. C.) cuando se impuso uniformemente la liturgia de las horas, llamada también oficio divino en las catedrales. Hay que añadir que la oración monástica desarrolló plenamente las horas de Vísperas y Laudes aumentado los textos bíblicos, y en ese ambiente es donde alcanzó su plenitud el canto salmódico y la música litúrgica con el canto gregoriano. Su importancia se debe a la necesidad de rezar y elevar oraciones al Padre por Jesucristo. La Iglesia ve esto realizado por medio de la Liturgia de las Horas 
En el siglo X la ley carolingia extiende la obligación del rezo a todas las iglesias y hacia 1230 la extensión y movilidad de los franciscanos cristaliza las primeras ediciones del breviario, que sufre muchos intentos de reforma y unidad principalmente después del concilio de Trento pero no será hasta 1568 cuando se edite al fin el libro unificado. Posteriormente hacia 1911 San Pío X asigna salmos a cada día y establece un nuevo orden que retocará el Concilio Vaticano II teniendo la primera edición completa en lengua española hacia 1979.

## Estructura
Se distinguen en general dos niveles de celebración en la liturgia, las llamadas horas mayores o principales y las horas menores, según el Concilio Vaticano II: «Los Laudes y las Vísperas (…) se deben considerar y celebrar como las Horas principales (Sacrosanctum Concilium 89a,100)» (OGLH 37), también se ha considerado el oficio de lecturas como hora mayor. Dentro de las horas menores podemos indicar las horas de Tercia, Sexta, y Nona además del rezo de Completas.
Cada hora está compuesta por los siguientes elementos:
- Invocación Inicial
- Himno
- Salmodia (a la que se añaden en las horas mayores textos bíblicos no sálmicos llamados cánticos)
- Lectura Bíblica (y Lectura Patrística en el oficio de lectura)
- Responsorio
- Cántico evangélico (Benedictus en Laudes, Magnificat en Vísperas o Nunc dimittis en completas), las Preces y el Padre nuestro, estos dos últimos sólo en el caso de Laudes y Vísperas.
- Oración final y despedida.

### Horas Mayores
- Oficio de Lectura conocido antiguamente como Maitines
- Laudes  corresponde a las alabanzas primeras de la mañana desde las 3:00 a. m. hasta las 9:00 a. m.
- Vísperas desde las 17:00

### Horas Menores
- Horas intermedias
  - Hora Tercia a las 9 de la mañana
  - Hora Sexta a las 12 del mediodía
  - Hora Nona a las 3 de la tarde
- Completas
- Antiguamente existía la hora Prima, que se rezaba entre laudes y tercia.

## Normativa canónica
El rezo de la liturgia como parte oficial de la alabanza que la Iglesia tributa al Señor es obligatoria para quienes llevan algunas formas de vida consagrada, como los sacerdotes y religiosos/as, siendo para aquellos obligatorio su rezo "sub gravi".